# Sandrine Gruda
Sandrine Gruda (nacida el 25 de junio de 1987 en Cannes, Francia) es una jugadora de baloncesto francesa.